# 登霍爾姆山
登霍爾姆山（英語：Mount Denholm），是南極洲的山峰，位於恩德比地，處於馬里納山東南面2公里，屬於奈伊山脈的一部分，在1956年由澳大利亞探險隊拍攝空中照片，現時由南極條約體系管理。